# Maria Baers
Maria Gabriella Baers (Antwerpen, 20 september 1883 – Brussel, 30 december 1959) was een Belgische sociaal werkster, senatrice en de stichtster van de Kristelijke Arbeiders Vrouwenbeweging (KAV). Zij was een van de grote figuren van het christelijke feminisme tijdens het interbellum.

## Levensloop
Maria Baers stamde uit een middenklassegezin. Haar vader was een handelaar in koloniale voedingsproducten. Ze verloor al vroeg haar beide ouders zodat ze op jonge leeftijd mee instond voor de opvoeding van haar jongere zus Margriet en haar twee jongere broers Joris en Eduard (procureur des konings in Antwerpen tijdens de Tweede Wereldoorlog). Na haar middelbaar onderwijs aan het Instituut Onze-Lieve-Vrouw te Antwerpen studeerde ze filosofie aan het Institut Saint-Louis te Brussel. Na haar kandidatuursjaren ging ze naar de Universiteit van Fribourg in Zwitserland om er sociale wetenschappen te gaan studeren.
In 1908 begon ze te werken als sociaal werkster voor de arbeidsters in Antwerpen. Ze was onder meer actief in de Vrouwenbond Constance Teichmann die in 1910 door Marie-Elisabeth Belpaire was opgericht. In 1911 organiseerde ze de allereerste Vlaamse Sociale Studiedagen voor Vrouwen.
Op vraag van kardinaal Mercier kwam Baers in 1912 naar Brussel en stichtte er samen met Victoire Cappe het Algemeen Secretariaat der Christelijke Vrouwenvakverenigingen van België dat in 1917 het Algemeen Secretariaat der Christelijke Sociale Vrouwenwerken van België werd. Baers werd voorzitster van de Vlaamse afdeling terwijl Cappe de Franstalige afdeling leidde. Uit dit secretariaat ontstond in 1920 de Kristelijke Arbeiders Vrouwenbeweging, de geëmancipeerde beweging voor arbeidersvrouwen. Tot 1951 was Baers voorzitster van de KAV.
Tijdens de Eerste Wereldoorlog werd ook gestart met de sociale vorming voor vrouwen. In 1916 startte Baers met de eerste sociale opleidingen met behulp van professor Victor Brants. De jaren nadien werd deze opleidingen verfijnd om in 1920 uit te monden in de oprichting van de Katholieke Sociale Normaalschool voor Vrouwen te Brussel, de allereerste sociale school van België.
In 1921 werd ze ondervoorzitster van het Algemeen Christelijk Vakverbond. Baers had vooral aandacht voor de opvoeding van de vrouw, de werkomstandigheden van de vrouw, de waardering van de huisvrouw en de openbare hygiëne. Ze werkte nauw samen met het Algemeen Christelijk Werknemersverbond, waarvan de KAV deel uitmaakte, en met politici zoals Cyrille Van Overbergh, Prosper Poullet, Paul Tschoffen en Edmond Rubbens. Daarnaast was ze van 1913 tot 1922 secretaris van het Verbond der Christene Handschoenmaaksters en vanaf 1922 lid van het bestuur van het Landsbond der Christelijke Mutualiteiten. In 1919 werd ze lid van de Hoge Raad van Arbeid en in 1935 werd ze lid van de commissie voor vrouwenarbeid, die werd ingesteld door het ministerie van Nijverheid, Arbeid en Sociale Voorzorg. In 1946 was ze medestichtster van de Hoge Raad voor het Gezin en werd ondervoorzitster hiervan tot in 1953.
Baers was ook internationaal actief; ze werd in 1925 lid van de Internationale Katholieke Unie voor Maatschappelijk Werk waarvan ze van 1927 tot 1950 algemeen secretaris en van 1950 tot 1958 voorzitter was. In 1920 werd ze eveneens gecoöpteerd in het bureau van het Internationaal Christelijk Vakverbond, waar ze als lid met raadgevende stem hielp met het organiseren van internationale conferenties van christelijke arbeiders en meerdere rapporten opstelde, met name over de sociale vorming van arbeidsters, arbeid voor gehuwde vrouwen, de rationalisering van de industrie en hygiëne op de werkvloer. In 1926 zat ze namens het Internationaal Christelijk Vakverbond een speciale commissie voor die zich boog over kwesties omtrent arbeidsters. Daarenboven nam ze deel aan verschillende conferenties van de in 1919 opgerichte Internationale Arbeidsorganisatie in Washington D.C. en zetelde in 1939 voor de Belgische regering in de Commissie voor Sociale Vraagstukken van de Volkenbond. Van 1948 tot 1958 was ze ondervoorzitter van het Belgisch comité op internationale conferenties over maatschappelijk werk.
Aanvankelijk toonde Baers weinig interesse om zich met politiek in te laten en streed ze niet mee voor de invoering van het vrouwenstemrecht, al was ze daar principieel geen tegenstander van. Ze beperkte ze zich tot haar engagement in de vrouwelijke christelijke sociale beweging, maar raakte er uiteindelijk van overtuigd dat politieke actie noodzakelijk was om haar sociale doelen te kunnen verwezenlijken. Na de verkiezingen van 1936 werd Baers door de Katholieke Unie gecoöpteerd in de Senaat en was daarmee de eerste vrouwelijke katholieke senator in België. Ze zetelde er ononderbroken tot in 1954 en van 1944 tot 1954 was ze secretaris van de assemblee. Zij was vanaf 1945 tevens voorzitster van de senaatscommissie Volksgezondheid en Gezin en ze kon door het indienen van wetsvoorstellen het verbod op vrouwenarbeid in de mijnen en groeven en de bescherming van de titel maatschappelijk assistent verwezenlijken. Ook droeg ze bij aan de verbetering van de sociale en juridische positie van de vrouw.

## Erkenning
Een auditorium van de Vlaamse Gemeenschap te Brussel is naar Maria Baers vernoemd.